# Rekvijem
Rekvijem je misa za pokojne (lat. missa pro defunctis), koja je naziv dobila po prvom stihu pristupne molitve (lat. Requiem aeternam dona eis, Domine; hrv. Pokoj vječni daruj im, Gospodine) za one duše mrtvih vjernika koje se nalaze u Čistilištu i čekaju Sudnji dan da budu uzdignute u raj gdje će im svijetliti vječna svjetlost, a ne da padnu u tminu pakla.
U uobičajenom misnom redoslijedu Requiemu nedostaju Gloria i Credo, stavci koji izražavaju radost. Rekvijem je već davno privukao pažnju mnogih skladatelja zbog izvanrednoga teksta u kojem se izmjenjuju dramataski odlomci s opisima Strašnog suda (Dies irae) i lirski u kojima se ponizno moli za spas i smirenje pokojnikove duše.
Srednjovjekovni rekvijem skladan je na napjeve gregorijanskoga korala, no u 15. stoljeću postao je višeglasan te je poslije poprimao odgovarajuće povijesno-stilske odlike, udaljavajući se od prvotnoga liturgijskoga prema koncertnomu izvođenju. U rekvijem su postepeno prodirali utjecaji iz oratorija i opere, a u 19. i 20. stoljeću nastajali su i rekvijemi na svjetovne tekstove.
Najpoznatije rekvijeme skladali su (kronološki): Orlando di Lasso, Giovanni Pierluigi da Palestrina, Tomás Luis de Victoria, Heinrich Ignaz Franz von Biber, Niccolò Jommelli, Wolfgang Amadeus Mozart, Luigi Cherubini, Hector Berlioz, Anton Bruckner, Giuseppe Verdi, Camille Saint-Saëns, Gabriel Fauré, Antonín Dvořák, Benjamin Britten, György Ligeti i drugi.

## Vanjske poveznice
Sestrinski projekti
|  | Zajednički poslužitelj ima još gradiva o temi rekvijem |

Mrežna mjesta
- LZMK / Hrvatska enciklopedija: rekvijem
- LZMK / Proleksis enciklopedija: rekvijem